# Le Passager (film, 1974)
Pour les articles homonymes, voir Le Passager.
Pour plus de détails, voir Fiche technique et Distribution.
Le Passager (Caravan to Vaccarès) est un film d'espionnage réalisé par Geoffrey Reeve (en) et sorti en 1974.
C'est une adaptation du roman Caravane pour Vaccarès (Caravan to Vaccarès) d'Alistair MacLean paru en 1970.

## Synopsis
L'Américain Neil Bowman traverse la France en voiture et prend en stop la photographe anglaise Lila. Ils arrivent bientôt dans un village où un certain Duc de Croyter les invite à dîner dans sa demeure. Il leur propose alors de les engager pour escorter un scientifique hongrois à New York. Ils acceptent mais le scientifique est victime d'une tentative d'enlèvement.

## Fiche technique
Sauf indication contraire, les informations mentionnées dans cette section peuvent être confirmées par la base de données cinématographiques IMDb,  présente dans la section « Liens externes ».
- Titre français : Le Passager ou Le Passager clandestin ou Caravane pour Vaccarès[1]
- Titre original : Caravan to Vaccarès
- Réalisation : Geoffrey Reeve
- Scénario : Paul Wheeler (en), Joseph Forest
- Photographie : Guglielmo Mancori
- Montage : Robert Morgan
- Musique : Stanley Myers
- Production : Geoffrey Reeve, Richard Morris-Adams
- Société de production : Geoffrey Reeve Productions, Société Nouvelle Prodis
- Pays de production :  Italie
- Langue originale : italien
- Format : couleur par Eastmancolor - Son mono - 35 mm
- Genre : espionnage
- Durée : 98 minutes (1 h 38)
- Dates de sortie : 
  - Royaume-Uni : 8 août 1974
  - France : 28 août 1974

## Distribution
- David Birney : Bowman
- Charlotte Rampling : Lila
- Michael Lonsdale : Duc de Croyter
- Marcel Bozzuffi : Czerda
- Michael Bryant : Zuger
- Serge Marquand : Ferenc
- Marianne Eggerickx : Cecile
- Françoise Brion : Stella
- Vania Vilers : Vania
- Manitas De Plata : Ricardo
- Jean-Pierre Cargol : Jules
- Jean-Pierre Castaldi : Pierre
- Jean Michaux : Le serveur
- Alan Scott : Le réceptionniste
- Jean-Yves Gautier : Le gendarme
- Graham Hill : Le pilote de l'hélicoptère